# Musei del Canton Appenzello Esterno
In questa pagina sono elencati i principali musei del Canton Appenzello Esterno.
| Immagine | Nome                                    | Traduzione                                 | Area tematica                      | Comune     | Riconoscimenti                                                |
| -------- | --------------------------------------- | ------------------------------------------ | ---------------------------------- | ---------- | ------------------------------------------------------------- |
|          | Museum Gais                             | Museo di Gais                              | Museo cittadino                    | Gais       | Bene culturale di importanza regionale                        |
|          | Henry-Dunant-Museum                     | Museo Henry Dunant                         | Museo biografico                   | Heiden     | Bene culturale di importanza regionale                        |
|          | Museum Heiden                           | Museo di Heiden                            | Museo cittadino                    | Heiden     | Bene culturale di importanza regionale                        |
|          | Figurentheater-Museum                   | Museo del teatro delle marionette          | Museo teatrale                     | Herisau    |                                                               |
|          | Historisches Museum Herisau             | Museo storico di Herisau                   | Museo storico                      | Herisau    | Bene culturale di importanza nazionale                        |
|          | Museum für Lebensgeschichten            | Museo delle storie di vita                 | Museo etnografico                  | Speicher   | Encomio speciale dal Premio del museo europeo dell'anno, 2009 |
|          | Appenzeller Schaukäserei                | Caseificio dimostrativo Appenzeller        | Museo culinario, Centro visitatori | Stein      |                                                               |
|          | Appenzeller Volkskunde-Museum           | Museo del folclore dell'Appenzello         | Museo etnografico                  | Stein      | Bene culturale di importanza nazionale                        |
|          | Alfred-Vogel-Museum                     | Museo Alfred Vogel                         | Museo biografico                   | Teufen     |                                                               |
|          | Grubenmann-Museum                       | Museo Grubenmann                           | Museo biografico                   | Teufen     | Bene culturale di importanza regionale                        |
|          | Besucherzentrum Kinderdorfes Pestalozzi | Centro visitatori del villaggio Pestalozzi | Museo storico, Centro visitatori   | Trogen     |                                                               |
|          | Schützenmuseum Trogen                   | Museo del tiro a segno di Trogen           | Museo dello sport                  | Trogen     | Bene culturale di importanza regionale                        |
|          | Appenzeller Brauchtumsmuseum            | Museo degli usi e costumi dell'Appenzello  | Museo etnografico                  | Urnäsch    | Bene culturale di importanza nazionale                        |
|          | Spielzeugsammlung Waldfee               | Collezione di giocattoli fata del bosco    | Museo dei giocattoli               | Wald       |                                                               |
|          | Museum Wolfhalden                       | Museo di Wolfhalden                        | Museo cittadino                    | Wolfhalden | Bene culturale di importanza regionale                        |